# Павликівка
Павликі́вка — село в Войнилівській громаді Калуського району Івано-Франківської області України.

## Соціальна сфера
- Церква св. Йосафата (храмове свято 25 листопада).
- Народний дім.
- Школа на 25 місць.
- ФАП.
- 89 дворів, 236 мешканців.

## Вулиці
У селі є вулиці:
- Лесі Українки
- Мединська
- Миру

## Історія села
Було це дуже давно. На великій лісовій галявині поселилася самотня жінка. Звали її Павліною. Жінка була багата, розумна і дуже працьовита. Вона зуміла швидко пристосуватися до нового життя. До Павліни почали приходити люди з ближніх сіл. Вони наймалися до неї на роботу, а потім там і поселялися. Будували невеличкі хати. Ліс викорчовували, а поле орали.
З однієї сторони села люди посадили великий черешневий сад. Згодом цю територію поселення назвали «Черешеньки».
З іншої сторони села, біля потічка, люди більше розводили овець. Пізніше місцевість стали називати «Баранівкою», а село після смерті Павліни Павликівкою.
1 квітня 1927 р. присілки (хутори) Павликівка, Черешеньки, Баранівка і Будостав вилучені з сільської гміни Войнилів Калуського повіту Станиславівського воєводства і з них утворена самоврядна гміна Павликівка.
Перша письмова згадка про село — 1 листопада 1929 р. Організовувалося в 1920-х на розпарцельованих землях Войнилова.
У 1939 році в селі проживало 820 мешканців (280 українців, 310 польських колоністів, 225 латинників і 5 євреїв).
Після приєднання Західної України до СРСР село ввійшло 17 січня 1940 р. до новоутвореного Войнилівського району. 
5 квітня 1944 року окружною боївкою разом з відділом «Гайдамаки» чисельністю 36 осіб здійснили акцію проти польських колоній Павликівка і Черешеньки, в ході якої ліквідовано 15 осіб і спалено 130 господарств. Причиною акції було гніздування польської боївки, яка вела антиукраїнський терор та вбила лісничого-українця.
12 червня 1951 р. під приводом попереднього злиття колгоспів Войнилівський райвиконком рішенням № 320 ліквідував Павликівську сільраду з приєднанням до Войнилівської сільради.